# Pere Jaume Esteve
Pere Jaume Esteve (Sant Mateu del Maestrat, ? - València, 1556) va ser un metge, botànic i humanista valencià.

## Biografia
Procedia d'una família instal·lada a Morella, on potser nasqué. Va fer els seus estudis a València, París i Montpeller, on va adquirir una bona formació en història natural i anatomia. Exercí la seva professió de metge a la ciutat de València. Junt amb el seu amic Miquel Jeroni Ledesma, va ser un dels protagonistes del moviment humanista enfrontat a la tradició medieval, cosa que li ocasionà problemes com l'expulsió durant un any (1548) del claustre universitari. A la Universitat de València va ser catedràtic de medicina i matemàtiques.

## Treballs
Edità el text grec del llibre segon de les Epidèmies d'Hipòcrates (1551), il·lustrat i amb la traducció llatina, obra fonamental de l'humanisme mèdic hispànic. També va fer una edició crítica (1552) de la Theriaca i l'Alexipharmaca de Nicandro Colofonio, que són dos poemes en hexàmetres en què, entre altres coses, es tracta dels medicaments que lluitaven contra els verins. En la seva versió en hexàmetres llatins, afegí breus comentaris que fixaven la nomenclatura llatina i catalana, i la classificació d'algunes plantes del País Valencià. Del seu diccionari de plantes del País Valencià (Diccionario de las yerbas y plantas medicinales que se hallan en el Reino de Valencia), només es conserven fragments recollits per Gaspar Escolano (1610) en la seva obra Décadas de la historia de Valencia.
Pel que fa a la botànica mèdica, es considerava deixeble de Guillaume Rondelet.
Va investigar per primera vegada l'estèvia que es fa servir com a edulcorant natural, entre altres plantes que arribaren d'Amèrica a València, com per exemple l'atzavara. Del seu cognom llatinitzat (Petrus Jacobus Stevus, nom amb què signava a les seves obres en llatí) prové la paraula llatinitzada stevia.
Antoni Josep Cavanilles i Palop li dedicà el gènere neotropical Stevia.